# SmartMedia
SmartMedia je druh paměťové karty vyvíjené společností Toshiba určené především pro použití v digitálních fotoaparátech, mp3 přehrávačích a PDA.
První SmartMedia karta byla představena v létě roku 1995. Tento typ karet byl vyvinut, aby mohl konkurovat jiným kartám, např. MiniCard a CompactFlash. V současné době nejsou vyráběna nová zařízení podporující standard SM karet ani karty samotné. Karty je možné číst v disketových mechanikách za pomoci „FlashPathe“.
Byly nahrazeny technologicky podobnými kartami xD-Picture.